# Apidium
Apidium — рід викопних людиноподібних приматів родини Parapithecidae. Рід існував у кінці еоцену на початку олігоцену у Північній Африці.

## Назва
Apidium названий на честь давньоєгипетського бога-бика Апіса, тому, що перші рештки примата були прийняті за рештки давньої корови.

## Рештки
Скам'янілості представників роду знайдені в оазі Фаюм на заході Єгипту. Описано три види, з яких Apidium moustafai є найдавнішим видом. Apidium є базальним Anthropoidea та тісно пов'язаний з азійськими Eosimiidae.

## Спосіб життя
Мавпи вели деревний спосіб життя та жили у тропічних лісах, що знаходились у цей час у Північній Африці. Самці є більшими за самиць, тому, напевне, вони жили у патріархальних групах, що складалася із самця-вожака, кількох самиць та молоді. Самці мали великі ікла для оборони групи від хижаків та інших самців.